# Lentelangpoot
Lentelangpoot (Tipula vernalis) is een tweevleugelige uit de familie langpootmuggen (Tipulidae). De soort komt voor in het Palearctisch gebied.

## Kenmerken
De muggen bereiken een lichaamslengte van 16 tot 19 mm. De kop en thorax (borststuk) zijn grijs van kleur. Er is een donker gekleurde driehoekige vlek op de thorax. De ogen van de mug zijn heldergroen. Na de dood gaat deze kleuring verloren. Over de bovenkant van het oranje achterlijf loopt een karakteristieke donkere band. Een ander kenmerk van de langpootmug is het patroon van de donkergekleurde vleugeladers.

## Verspreiding
Tipula vernalis komt in een groot deel van Europa voor en is vrij algemeen. De soort is ook vertegenwoordigd in Groot-Brittannië.

## Levenswijze
De soort langpootmug komt voor in vochtige bosbiotopen en moerasgebieden. De langpootmug is te zien van april tot juni. De larven die in de grond leven, voeden zich met de wortels van verschillende grassen. De volwassen muggen zuigen plantennectar.